# Büttel (Elbe)
Büttel é um município da Alemanha localizado no distrito de Steinburg, estado de Schleswig-Holstein.
Pertence ao Amt de Wilstermarsch.